# 凹脉薹草
凹脉薹草（学名：Carex melanostachya）是莎草科薹草属的植物。分布在西西伯利亚和中亚地区、欧洲中部、伊朗、俄罗斯欧洲地区以及中国大陆的新疆等地，生长于海拔1,300米的地区，多生长于盐碱土的草原、草地上和山沟潮湿处，目前尚未由人工引种栽培。